# 刺客
刺客（しかく、しきゃく、せっかく、せきかく）とは、暗殺をする者、もしくは犯罪組織で殺害を担当する者。単純に暗殺者と言われる場合もある。ヒットマン（英語: Hitman）ともいう。

## 刺客の読みかた
刺客の本来の読みは「せっかく」であるが、現代では「しかく」、「しきゃく」という読みかたが一般化している。

## 歴史上の「刺客」
中国古代の歴史家・司馬遷は『史記』において「刺客列伝」を立て、5人の刺客の伝記を収録している。
中国で言う刺客とは、大義や義理により暗殺を行った烈士のことで、職業的暗殺者ではない。中国古代封建制の下で、領土を持たず有力者に寄宿した食客が、主人への恩義を、主人の敵を倒すことで果たそうとしたものとされる。客の字が使われるのは「剣客」「論客」と同旨である。「士は己を知るもののために死す」の豫譲や始皇帝暗殺未遂の荊軻も含まれている。『史記』に登場する人物では、管仲や張良も暗殺を行おうとしたが未遂に終わっている。
満座の中で刃を振りかざして費禕を斬った郭脩は勇敢さは聶政(戦国時代のテロリスト、韓の相侠累を刺殺した)に勝るものがあり、その功績は傅介子(漢の人、楼蘭王の安帰を斬殺した)を凌駕している。我が身を犠牲にして仁を成し遂げ、生命を捨てて信義を選び取った人物として称賛されている。
日本の歴史では、暗殺を依頼、もしくは命令されたものも刺客と呼ばれる。崇峻天皇を殺害した東漢駒、源義経を暗殺するために源頼朝から派遣された土佐坊昌俊、源実朝を殺害した公暁、織田信長を狙撃した杉谷善住坊などが知られる。幕末期には暗殺事件が頻発し、河上彦斎や岡田以蔵、中村半次郎、田中新兵衛などが著名である。
明治維新以降では大久保利通を殺害した島田一郎ら、原敬を殺害した中岡艮一、濱口雄幸を銃撃した佐郷屋留雄などが知られる。一方で、選挙で特定候補を狙い撃ちするために、立てられた候補を「刺客」と呼んだ例がある。#選挙用語としての「刺客」参照。

## 選挙用語としての「刺客」
日本における選挙において、政党を何らかの理由で離党した（または除名された）政治家が選挙に立候補した際に、その旧所属政党が対立候補を「落下傘候補」などとして偽装し、選挙戦を行うことがある。その候補者を俗に「刺客」、対立候補を立てることを「刺客を送り込む」という。
対立候補には主に有名人やある程度実績があるものの、自身本来の選挙区が不安定な政治家が多い。当然ながら、候補者を出した政党は、候補者を資金や政党幹部による応援演説などで強力に盛り立てる。
なお、この用法は以前はあまり一般的ではなく、後述の2005年の総選挙までは、政治関係の記事で使用される程度であった。日本テレビ系テレビドラマ『レッツ・ゴー!永田町』など政治を題材としたフィクション作品でも使用されている。しかし2005年の総選挙において、一部の自由民主党議員が郵政民営化関連法案に反対し、公認を得られず新党や無所属で出馬した政治家に、小泉純一郎総裁を中心とする執行部が多くの刺客を送り込み、報道されたことにより一般的な用法となった。
ただし、単に相手を倒すための対抗者としての用法もある。

## 「刺客」を題材にしたフィクション
時代劇において刺客は良く扱われる題材である。最近の作品では忠臣蔵の赤穂浪士を刺客に例えた「四十七人の刺客」などもある。
- 必殺シリーズ
- 必殺! 最強チル（上記の「必殺シリーズ」の韓国時代劇版にあたる作品）
- 天誅
- 『子連れ狼』（旅の中で、刺客を生業とする拝一刀を主人公とする漫画・テレビドラマ）
- 『あずみ』、『AZUMI』（女刺客あずみが主人公の漫画作品）
- 『るろうに剣心 -明治剣客浪漫譚-』（主人公緋村剣心は、河上彦斎をモデルにしている）
- 十一番目の志士